# Oud-Oost (Amsterdam)
Oud-Oost is het oudste deel van het stadsdeel Amsterdam-Oost van de gemeente Amsterdam in de Nederlandse provincie Noord-Holland.

## Oost
Oud-Oost is het deel van Amsterdam dat ten oosten van de Singelgracht ligt. De westelijke begrenzing is de Amstel; de oostelijke en zuidelijk begrenzing is de Ringvaart van de Watergraafsmeer en de spoorbaan Centraal Station – Muiderpoortstation – Amstelstation.
De bouw van de oostelijke stadsuitbreidingen begon in het laatste kwart van de 19e eeuw, met de bouw van de Oosterparkbuurt en de Dapperbuurt. Oud-Oost bestaat daarnaast ook uit de buurt langs de Weesperzijde. Ook de ten zuiden van de spoorbaan liggende Transvaalbuurt en Oostpoort worden tot Oud-Oost gerekend.

## Buurten en wijken
- Dapperbuurt
- Oosterparkbuurt
- Oostpoort
- Transvaalbuurt
- Weesperzijde